# Coscienza superiore

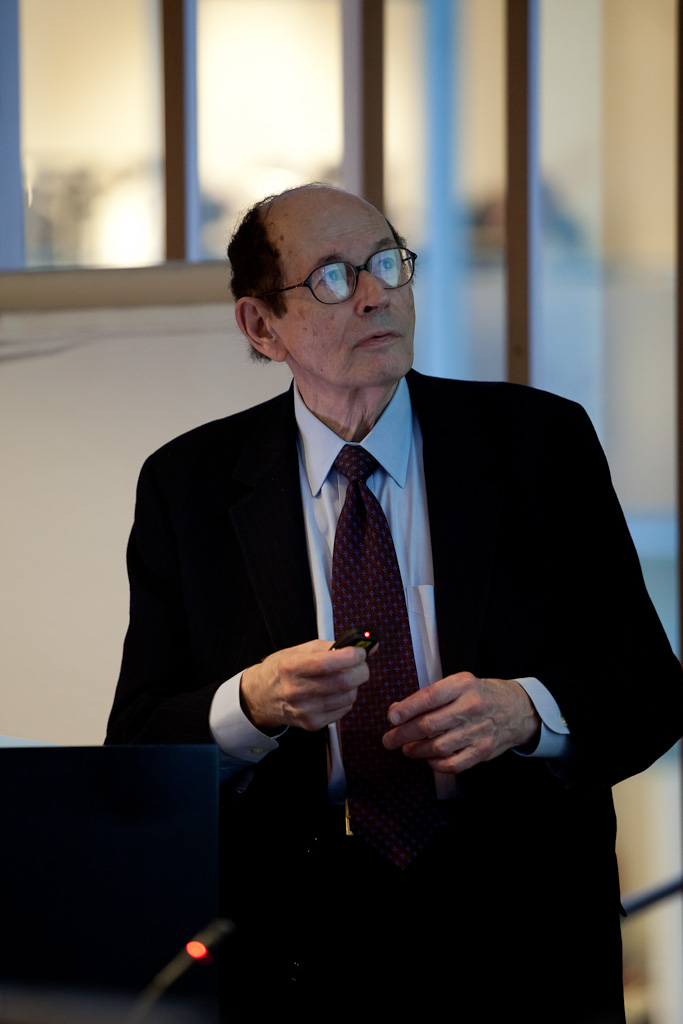
Gerald M. Edelman (2010)

La coscienza superiore è un concetto proprio della filosofia e della psicologia. È definita come "la coscienza di essere coscienti", che emerge con il linguaggio, ed è perciò caratteristica degli esseri umani.

## Storia del concetto
Il biologo americano Gerald Edelman ha usato il termine "coscienza primaria" per descrivere la capacità, che si trova negli esseri umani e in alcuni animali, di integrare gli eventi osservati con la memoria per creare una consapevolezza del presente e dell'immediato passato e del mondo che li circonda. Questo tipo di coscienza coinciderebbe con quella semplice ed elementare del bambino. 
Sulle basi del suo darwinismo neurale Edelman ha perfezionato ulteriormente nell'ultimo ventennio la sua teoria della coscienza estesa a quella che egli chiama "coscienza superiore" che con l'apparire del linguaggio organizzato determina l'individualità delle persone mature, cioè "la coscienza di essere coscienti": condizione che la filosofia aveva già trattato con il concetto di autocoscienza che ora viene teorizzata su fondamenta empiriche. 
Dalla fine degli anni novanta del secolo sorso Edelman si è avvalso della collaborazione di Giulio Tononi, un neurofisiologo di origine italiana, e con lui ha scritto Universe of Consciousness: How Matter Becomes Imagination, NY, Basic Books 2000 (Un universo di coscienza, Traduzione di Silvio Ferraresi, Einaudi 2002) dove viene ampliata la teoria neurologica della coscienza.
La coscienza superiore, secondo Edelman, si forma per le connessioni neurali tra l'apparire del linguaggio e le regioni concettuali del cervello che hanno portato a un arricchimento, attraverso i rapporti sociali e inizialmente anche con il rapporto madre-figlio, dei simboli linguistici.
«Quando emersero le facoltà narrative, che influirono sulla memoria linguistica e concettuale, la coscienza di ordine superiore incoraggiò lo sviluppo dei concetti di passato e di futuro, correlati al sé e agli altri.» di modo che l'individuo cominciò a scollegarsi dalla memoria del solo presente e con l'acquisizione dei concetti di tempo passato e tempo futuro iniziò a «...essere vissuto e ricordato un intero mondo nuovo di intenzionalità, categorizzazione e discriminazione, il preambolo perché fioriscano concetti e pensieri»
In sintesi: